# Provinces historiques de la Suède
Pour les articles homonymes, voir Landskap.
Pour un article plus général, voir Administration territoriale de la Suède.
Les provinces historiques de la Suède (en suédois : landskap, ce qui équivaut à « paysage ») sont un héritage du Moyen Âge, époque où elles étaient des entités administratives de prime importance ; chaque nouveau roi devait être reconnu dans toutes les provinces pour pouvoir régner (voir la Eriksgata), et elles ont gardé jusqu'au XIVe siècle leur législation propre.
Elles n’ont plus de rôle officiel depuis 1634, lorsque le chancelier Axel Oxenstierna leur a substitué un découpage territorial en comtés (län) resté depuis en vigueur. Ces provinces traditionnelles restent cependant bien vivantes dans l'esprit des Suédois, pour qui elles représentent un important patrimoine historique et sentimental auxquels ils s’identifient fortement — exception faite des deux plus grandes agglomérations du pays, Stockholm et Göteborg, qui ont la particularité de s'étendre à cheval sur deux provinces historiques et où l'identification à la ville prédomine.

## Liste
Les provinces historiques sont au nombre de 25.
En dehors de la Dalécarlie, de la Laponie et de la Scanie, les anciens noms français de ces provinces sont sortis de l'usage. « Botnie » ne survit que dans la désignation du golfe de Botnie.
| Armoiries | Nom suédois   | Nom français             | Superficie  | Population            | Densité       | Ville(s) principale(s)        | Comtés actuels                                       | Région   | Situation                                                                                  |
| --- | ------------- | ------------------------ | ----------- | --------------------- | ------------- | ----------------------------- | ---------------------------------------------------- | -------- | ------------------------------------------------------------------------------------------ |
| Armoiries de la province suédoise d'Ångermanland, représentant trois poissons.                                                                                          | Ångermanland  | Angermanie               | 19 507 km2  | 132 213 hab. (2016)   | 6,8 hab./km2  | Härnösand                     | Västernorrland Västerbotten Jämtland                 | Norrland | Carte représentant la province d'Ångermanland au sein de la Suède, au nord-est du pays.    |
| Armoiries de la province suédoise de Blekinge, représentant un chêne dont le tronc porte trois couronnes.                                                               | Blekinge      | Bleking                  | 3 055 km2   | 158 453 hab. (2016)   | 52 hab./km2   | Karlskrona                    | Blekinge                                             | Götaland | Carte représentant la province de Blekinge au sein de la Suède, au sud-est du pays.        |
| Armoiries de la province suédoise de Bohuslän, représentant de gauche à droite une épée, un château et un lion.                                                         | Bohuslän      | Bohuslaen                | 4 400 km2   | 299 087 hab. (2016)   | 68 hab./km2   | Göteborg Kungälv Uddevalla    | Västra Götaland                                      | Götaland | Carte représentant la province de Bohuslän au sein de la Suède, au sud-ouest du pays.      |
| Armoiries de la province suédoise de Dalécarlie, représentant deux flèches surmontées d'une couronne.                                                                   | Dalarna       | Dalécarlie               | 29 086 km2  | 281 046 hab. (2016)   | 9,7 hab./km2  | Falun                         | Dalécarlie Gävleborg                                 | Svealand | Carte représentant la province de Dalécarlie au sein de la Suède, au centre-ouest du pays. |
| Armoiries de la province suédoise de Dalsland, représentant un taureau rouge aux cornes et sabots jaunes.                                                               | Dalsland      | Dalie                    | 3 708 km2   | 50 604 hab. (2016)    | 14 hab./km2   | Åmål                          | Västra Götaland Värmland                             | Götaland | Carte représentant la province de Dalsland au sein de la Suède, au sud-ouest du pays.      |
| Armoiries de la province suédoise de Gotland, représentant un bélier et une croix portant un drapeau rouge et jaune.                                                    | Gotland       | Gothlande                | 3 184 km2   | 58 595 hab. (2017)    | 18,4 hab./km2 | Visby                         | Gotland                                              | Götaland | Carte représentant la province de Gotland au sein de la Suède, au sud-est du pays.         |
| Armoiries de la province suédoise de Gästrikland, représentant un renne rouge aux bois et sabots jaunes sur un fond à pois bleus.                                       | Gästrikland   | Gestriclande             | 4 200 km2   | 153 723 hab. (2016)   | 37 hab./km2   | Gävle                         | Gävleborg                                            | Norrland | Carte représentant la province de Gästrikland au sein de la Suède, au nord-est du pays.    |
| Armoiries de la province suédoise de Halland, représentant un lion blanc aux pattes rouges.                                                                             | Halland       | Hallande                 | 4 796 km2   | 327 093 hab. (2016)   | 68 hab./km2   | Halmstad                      | Halland Västra Götaland Scanie                       | Götaland | Carte représentant la province de Halland au sein de la Suède, au sud-ouest du pays.       |
| Armoiries de la province suédoise de Hälsingland, représentant une chèvre rouge aux cornes et sabots jaunes.                                                            | Hälsingland   | Helsingie                | 14 264 km2  | 131 373 hab. (2016)   | 9,2 hab./km2  | Söderhamn                     | Gävleborg Jämtland Västernorrland                    | Norrland | Carte représentant la province de Hälsingland au sein de la Suède, au nord-est du pays.    |
| Armoiries de la province suédoise de Härjedalen, représentant de gauche à droite une pince, une masse et deux marteaux l'un au-dessus de l'autre.                       | Härjedalen    | Herdalie                 | 11 405 km2  | 9 697 hab. (2016)     | 0,85 hab./km2 | aucune ville                  | Jämtland                                             | Norrland | Carte représentant la province de Härjedalen au sein de la Suède, au nord-ouest du pays.   |
| Armoiries de la province suédoise de Jämtland, représentant un grand élan, un faucon et un lévrier.                                                                     | Jämtland      | Iempterland              | 34 009 km2  | 115 331 hab. (2016)   | 3,4 hab./km2  | Östersund                     | Jämtland Västerbotten Västernorrland                 | Norrland | Carte représentant la province de Jämtland au sein de la Suède, au nord-ouest du pays.     |
| Armoiries de la province suédoise de Laponie, représentant un homme rouge vêtu d'habits verts et portant une masse jaune.                                               | Lappland      | Laponie                  | 109 702 km2 | 91 333 hab. (2017)    | 0,83 hab./km2 | Kiruna                        | Norrbotten Västerbotten Jämtland                     | Norrland | Carte représentant la province de Laponie au sein de la Suède, au nord-ouest du pays.      |
| Armoiries de la province suédoise de Medelpad, formées d'ondulations rouges, blanches et bleues.                                                                        | Medelpad      | Madelpadie               | 7 058 km2   | 125 812 hab. (2016)   | 18 hab./km2   | Sundsvall                     | Västernorrland                                       | Norrland | Carte représentant la province de Medelpad au sein de la Suède, au nord-est du pays.       |
| Blason de la province suédoise de Närke, représentant deux flèches et quatre fleurs.                                                                                    | Närke         | Néricie                  | 4 122 km2   | 208 376 hab. (2016)   | 51 hab./km2   | Örebro                        | Örebro                                               | Svealand | Carte représentant la province de Närke au sein de la Suède, au centre-est du pays.        |
| Armoiries de la province suédoise de Norrbotten, formées d'ondulations bleues et jaunes.                                                                                | Norrbotten    | Botnie septentrionale    | 26 671 km2  | 195 024 hab. (2016)   | 7,3 hab./km2  | Luleå                         | Norrbotten                                           | Norrland | Carte représentant la province de Norrbotten au sein de la Suède, au nord-est du pays.     |
| Blason de la province suédoise d'Öland, représentant un cerf jaune aux bois et sabots rouges.                                                                           | Öland         | Œlande                   | 1 345 km2   | 25 857 hab. (2017)    | 19,2 hab./km2 | Borgholm                      | Kalmar                                               | Götaland | Carte représentant la province d'Öland au sein de la Suède, au sud-est du pays.            |
| Blason de la province suédoise d'Östergötland, représentant un griffon jaune aux ailes de dragon et à la langue et aux doigts bleus, entouré de quatre fleurs blanches. | Östergötland  | Ostrogothie              | 9 979 km2   | 450 123 hab. (2016)   | 45 hab./km2   | Linköping                     | Östergötland                                         | Götaland | Carte représentant la province d'Östergötland au sein de la Suède, au sud-est du pays.     |
| Blason de la province suédoise de Scanie, représentant une tête de griffon coiffée d'une couronne.                                                                      | Skåne         | Scanie                   | 10 939 km2  | 1 322 193 hab. (2016) | 120 hab./km2  | Helsingborg Lund Malmö        | Scanie                                               | Götaland | Carte représentant la province de Scanie au sein de la Suède, au sud-ouest du pays.        |
| Blason de la province suédoise de Småland, représentant un lion rouge portant une arbalète.                                                                             | Småland       | Smaulande                | 29 400 km2  | 754 535 hab. (2016)   | 26 hab./km2   | Jönköping Kalmar Växjö        | Jönköping Kalmar Kronoberg Halland Östergötland      | Götaland | Carte représentant la province de Småland au sein de la Suède, au sud-est du pays.         |
| Blason de la province suédoise de Södermanland, représentant un griffon noir à la langue et aux doigts bleus.                                                           | Södermanland  | Sudermanie Sudermanlande | 8 169 km2   | 1 320 477 hab. (2016) | 160 hab./km2  | Nyköping Stockholm Södertälje | Södermanland Stockholm Västmanland                   | Svealand | Carte représentant la province de Södermanland au sein de la Suède, au centre-est du pays. |
| Blason de la province suédoise d'Uppland, représentant une orbe crucigère.                                                                                              | Uppland       | Uplande                  | 12 813 km2  | 1 602 652 hab. (2016) | 130 hab./km2  | Stockholm Uppsala             | Uppsala Stockholm Västmanland Gävleborg Södermanland | Svealand | Carte représentant la province d'Uppland au sein de la Suède, au centre-est du pays.       |
| Blason de la province suédoise de Värmland, représentant un aigle bleu à la langue et aux serres rouges.                                                                | Värmland      | Wermelande               | 18 164 km2  | 318 341 hab. (2016)   | 18 hab./km2   | Karlstad                      | Värmland Örebro                                      | Svealand | Carte représentant la province de Värmland au sein de la Suède, au centre-ouest du pays.   |
| Armoiries de la province suédoise de Västerbotten, représentant un renne sur un fond étoilé.                                                                            | Västerbotten  | Botnie occidentale       | 15 093 km2  | 220 175 hab. (2016)   | 15 hab./km2   | Umeå                          | Västerbotten                                         | Norrland | Carte représentant la province de Västerbotten au sein de la Suède, au nord-est du pays.   |
| Blason de la province suédoise de Västergötland, représentant un lion mi-jaune mi-noir sur un fond aux mêmes couleurs, inversées.                                       | Västergötland | Westrogothie             | 16 694 km2  | 1 328 128 hab. (2016) | 80 hab./km2   | Göteborg Skara                | Västra Götaland Jönköping Halland Örebro             | Götaland | Carte représentant la province de Västergötland au sein de la Suède, au sud-ouest du pays. |
| Blason de la province suédoise de Västmanland, représentant trois montagnes bleues aux sommets en feu.                                                                  | Västmanland   | Westmanie                | 8 363 km2   | 309 357 hab. (2016)   | 37 hab./km2   | Västerås                      | Västmanland Örebro                                   | Svealand | Carte représentant la province de Västmanland au sein de la Suède, au centre-est du pays.  |